# Francisco Moreno
 (juin 2023).
Si vous disposez d'ouvrages ou d'articles de référence ou si vous connaissez des sites web de qualité traitant du thème abordé ici, merci de compléter l'article en donnant les références utiles à sa vérifiabilité et en les liant à la section « Notes et références ».
Pour les articles homonymes, voir Moreno et Perito (homonymie).
Francisco Pascacio Moreno, né à Buenos Aires le 31 mai 1852 où il est mort le 22 novembre 1919, est un naturaliste et explorateur argentin. Il est habituellement connu sous l’appellation de Perito Moreno (l’expert Moreno).

## Biographie
Stimulé par la lecture de récits de voyages, il s'intéresse à la paléontologie et l'archéologie. En 1871 il découvre des fossiles dans la lagune de Vitel.
En 1872, Moreno est un  des membres-créateurs de la Sociedad Científica Argentina (SCA) et projette une série d’expéditions, dans des territoires encore inexplorés, qui le rendront célèbre :
En 1872 et 1873, il explore le territoire du Río Negro et, en 1875 et 1876 parvient au lac Nahuel Huapi dans les Andes du sud, puis atteint le lac qu'il baptise lac Argentino. Il poursuit ses explorations de la Patagonie et découvre le lac San Martin le 14 février 1877. Il explore également de nombreux fleuves et rivières de Patagonie ; le 4 mars de la même année, il découvre le Cerro Chaltén, qu’il nomme mont Fitz Roy en hommage au commandant du HMS Beagle.
Lors de son cinquième voyage en 1880, il est capturé par les indiens Tehuelche et condamné à mort. Il parvient à s’échapper le 11 mars, la veille de son exécution. En 1882-1883, il explore les Andes au sud de la Bolivie, et en 1884-1885 part pour de nouvelles explorations au sud du Río Negro et en Patagonie.
Pendant ses voyages, il entreprend de réaliser un de ses grands désirs : se mettre en rapport les nations indigènes de Patagonie, et étudier leurs origines et leur passé. Il ouvre ainsi de nouveaux horizons à l'anthropologie sud-américaine et incite quelques hommes de science européens (comme le Français Paul Broca) à prendre les peuples indigènes de l'Amérique du Sud comme sujet d'étude. Terriblement impressionné par les conditions de vie de ces populations, Moreno essaye alors d'humaniser les relations entre les Argentins et ces indigènes en exigeant que le gouvernement leur attribue des terres et des écoles, et en protestant contre les méthodes employées jusque-là pour « les civiliser ».

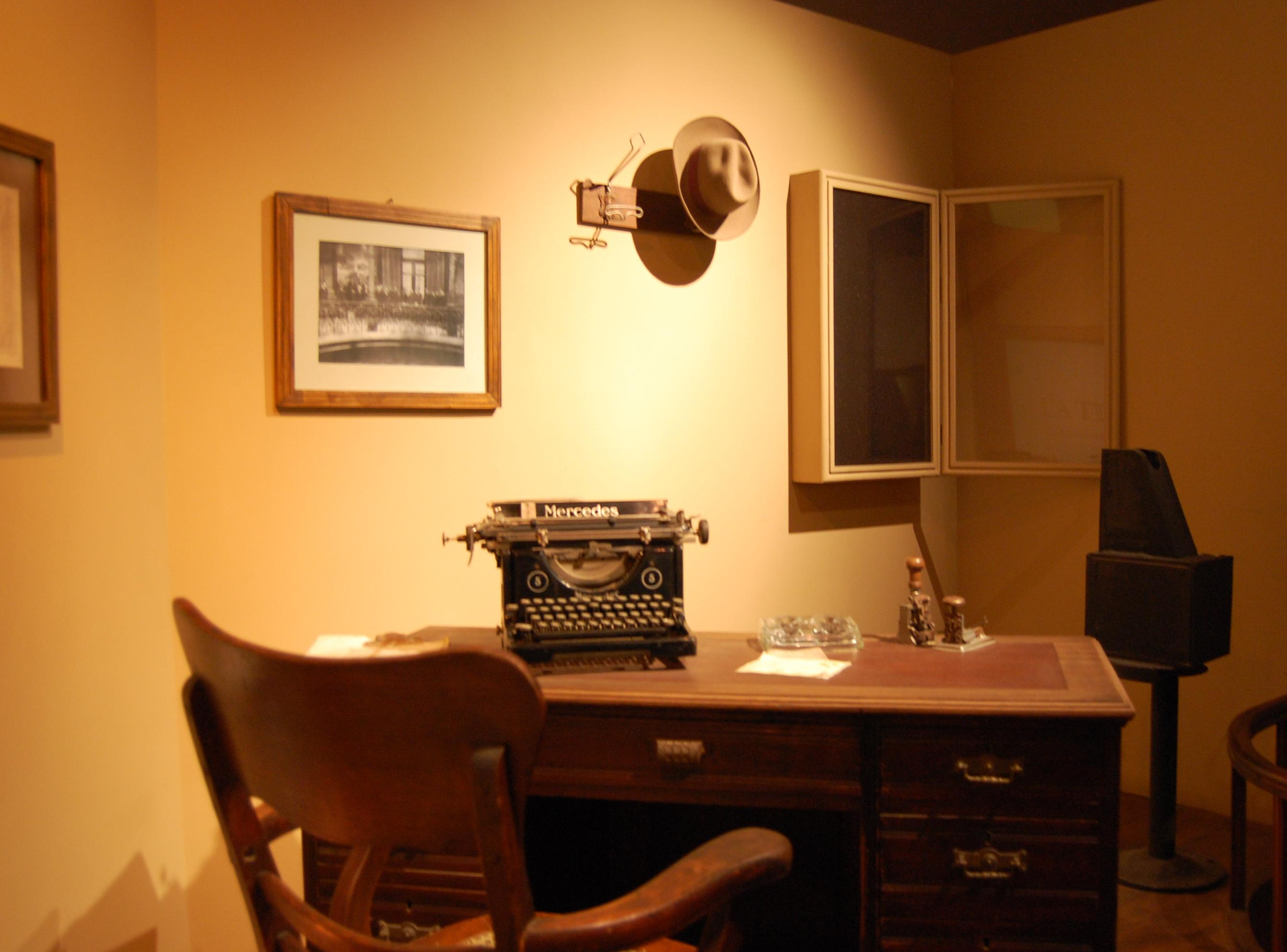
Reconstitution de son bureau au musée de La Plata.

En 1879, Moreno fait don à la province du Buenos Aires de sa collection personnelle de découvertes archéologiques, anthropologiques et paléontologiques. Ces quelque 15 000 spécimens de pièces osseuses et d'objets manufacturés permettent la création du Musée Anthropologique et Ethnographique de Buenos Aires, dont il est nommé directeur. Quand le musée est annexé à l'Université nationale de La Plata, il renonce à sa charge pour protester contre sa perte d’autonomie.
Il est reçu à Lugano, en Suisse, par le célèbre naturaliste et explorateur Georges Claraz.

## Frontière avec le Chili
Il s'est également rendu célèbre pour son rôle dans la défense des intérêts argentins lors de la détermination de la frontière entre le Chili et l’Argentine.
Le traité de 1881 établissait la frontière selon la ligne de partage des eaux ; aussi sa délimitation effective était assez arbitraire. En tant qu’expert argentin (en espagnol, perito) pour ce conflit, en peu de mois Moreno précise le tracé de la frontière et présente une synthèse de ses études géographiques. En 1896, il se rend en voyage à Londres pour réclamer l’arbitrage de la reine Victoria.

## Hommage de la Nation

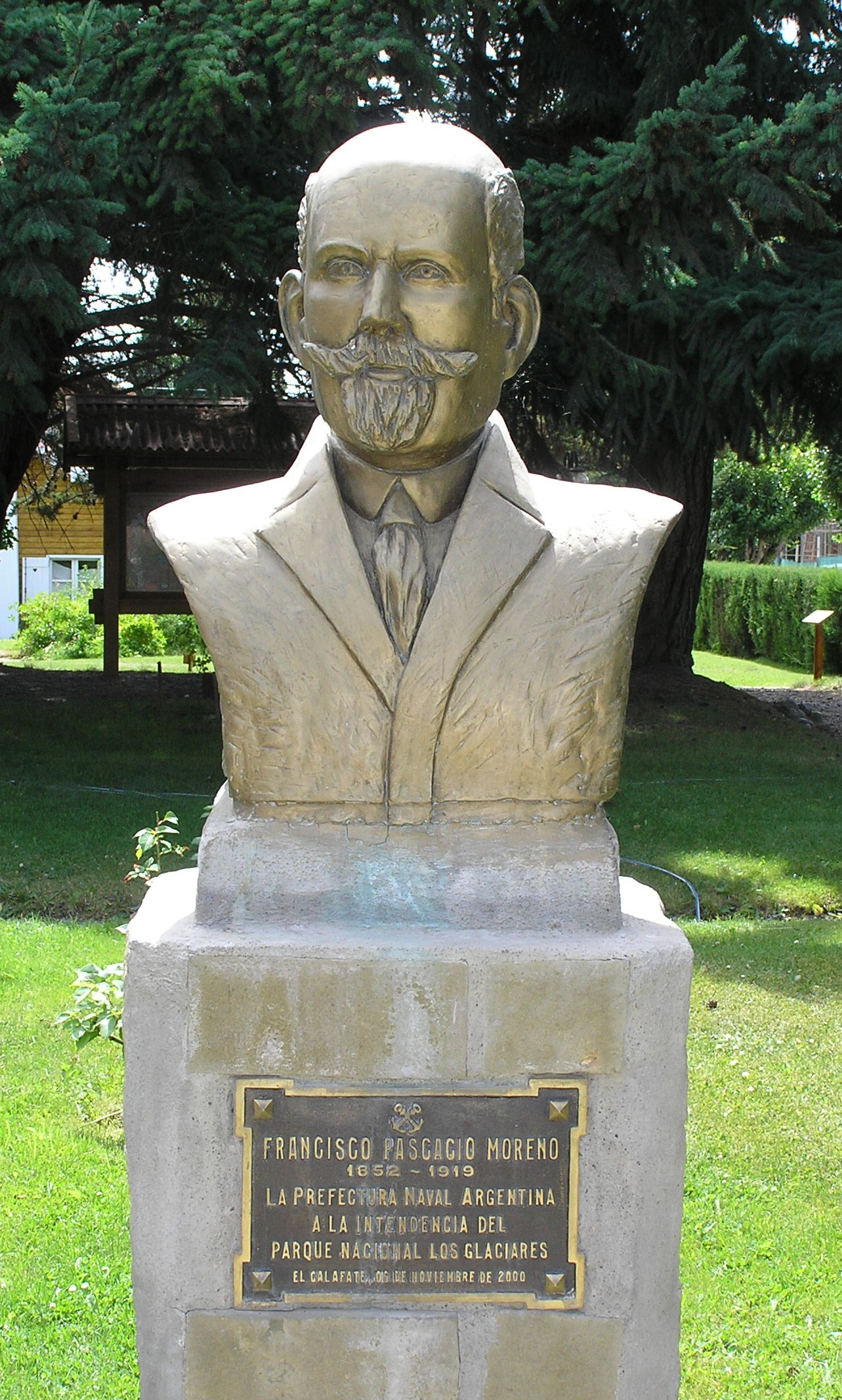
Buste de Francisco Moreno à El Calafate.

Pour ses contributions à la science, Moreno est reçu docteur honoris causa de l’université nationale de Córdoba en 1887. Il est aussi chef de la commission d’exploration argentine, et il est membre de nombreuses sociétés scientifiques européennes.
En 1902, il reçoit la Médaille du Roi Jorge IV, ainsi que des territoires en Patagonie, en hommage de la nation. En 1903, il fait don d’une partie de ces territoires pour créer le parc national Nahuel Huapi, premier parc national d’Argentine.
Ses restes sont transférés en 1944 sur l’île Centinela (es) située sur le lac Nahuel Huapi.

## Postérité
Un glacier, une localité et un parc national portent son nom, tous trois situés en Patagonie.
Un genre d'araignées lui a été aussi dédié.
À l'occasion du 150e anniversaire de sa naissance, la poste argentine a émis deux timbres en 2002. L'un représente le Fitz Roy, l'autre un portrait de Moreno sur fond de montagne.